# Kazaška sovjetska enciklopedija
Kazaška sovjetska enciklopedija (kaz. Қазақ Кеңес энциклопедиясы, Qazaq Keńes Entsıklopedııasy, rus. Казахская советская энциклопедия) prva je i najveća opća enciklopedija na kazaškome jeziku. Izdavana je od 1972. do 1978. u 12 svezaka, od kojih je 13. posvećen Kazaškoj SSR. Tiskan je i referentni svezak.
Izdavala ju je izdavačka kuća Kazaška enciklopedija (kaz. Қазақ энциклопедиясы, rus. ТОО Казахская энциклопедия) Nacionalne akademije znanosti Republike Kazahstan. Glavni urednik bio je Muhamedžan Kožaslaevič Karataev.
Enciklopedija je bila osnova za kasniju enciklopediju „Kazaška SSR“ (kaz. Қазақ КСР, rus. Казахская ССР). Izdana je 1985. godine u 4 sveska na kazaškom i ruskom.
Kazaška sovjetska enciklopedija ukupno sadrži 48 931 članak.

## Licenciranje
Dana 24. lipnja 2011. godine izdavačka kuća Kazaška enciklopedija kojoj pripadaju prava nad Kazaškom sovjetskom enciklopedijom, dopustila je slobodnu uporabu pod licencijom CC-BY-SA.